# Wolne Miasto Frankfurt
Wolne Miasto Frankfurt (niem. Freie Stadt Frankfurt) – miasto-państwo istniejące w latach 1815–1866.
W 1815 roku, zgodnie z postanowieniami Kongresu wiedeńskiego, Frankfurt nad Menem stał się wolnym miastem.
W wyniku wojny prusko-austriackiej Wolne Miasto Frankfurt zostało przyłączone do Królestwa Prus, tracąc status wolnego miasta.

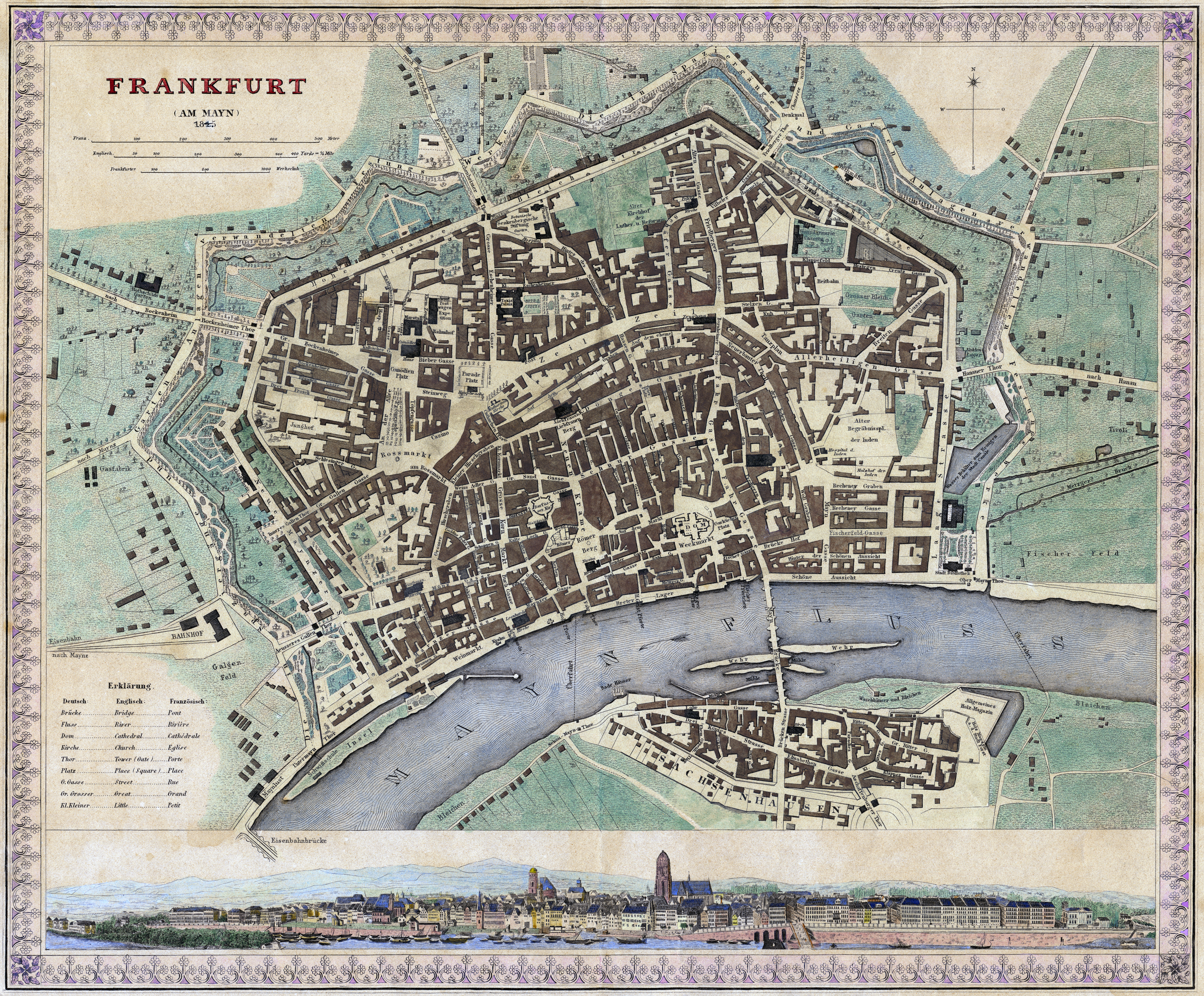
Plan Frankfurtu nad Menem, 1845